# 키이 (크냐지)

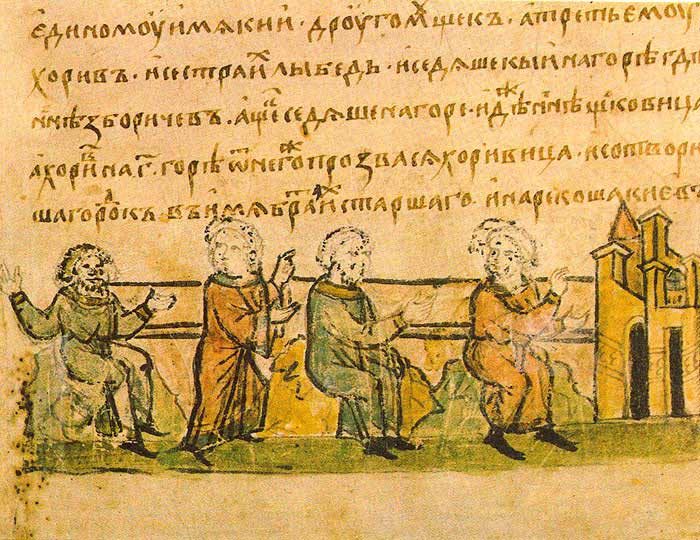
키이, 셰크와 호리우 그리고 리비드 (라지비우 리토피스의 세밀화)

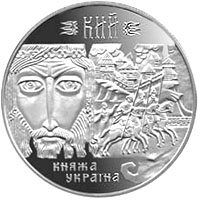
기념주화 "키이" 10 흐리우냐의 디노미네이션은 크냐지 키이에게 헌정되었다.

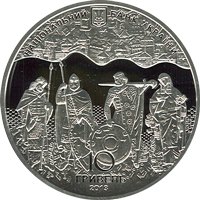
NBU 은화 "원초 연대기의 900년들"의 앞면에 키이, 셰크와 호리우 그리고 리비드, 2013년

키이(고대 동슬라브어: Кыи)는 키이우와 키이 왕조의 설립자, 폴란인들의 군주(크냐지)였다. 그는 네 남매(형제 키이, 셰크, 호리우, 자매 리비드) 중 한명이었으며, 원초 연대기에 따르면, 드니프로 산맥에 살며 드니프로의 오른쪽 높은 강둑에 도시를 세워, 맏형을 따라 키이우라 불리었는데, 키이는 또한 다뉴브의 키이베츠의 마을의 창설자로 지명되었다. 연대기 작자들은 키이와 그의 형제들로부터 폴란드 부족을 추론하였다.

## 추가 자료
- В. М. Ричка. Кий // Енциклопедія історії України : у 10 т. / редкол.: В. А. Смолій (голова) та ін. ; Інститут історії України НАН України. — К. : Наукова думка, 2007. — Т. 4 : Ка — Ком. — С. 284. — 528 с. : іл. — ISBN 978-966-00-0692-8.